# Scadoxus nutans
Scadoxus nutans là một loài thực vật có hoa trong họ Amaryllidaceae. Loài này được (Friis & I.Bj¢rnstad) Friis & Nordal miêu tả khoa học đầu tiên năm 1976.